# Mephritus auricolle
Mephritus auricolle là một loài bọ cánh cứng trong họ Cerambycidae.